# つくばみらい市立三島小学校
つくばみらい市立三島小学校（つくばみらいしりつ みしましょうがっこう）は、茨城県つくばみらい市下島にかつて存在した市立小学校。
2020年3月に市立谷井田小学校と統合し、市立伊奈小学校として開校。本校は閉校。

## 沿革
- 1886年4月20日 - 筑波郡谷井田小学校下島分教場として創立。
- 1889年7月 - 筑波郡谷井田小学校より分離、三島村立尋常小学校として開校。
- 1912年4月 - 三島村立尋常高等小学校に改称。
- 1941年4月1日 - 筑波郡三島村立国民学校に改称。
- 1947年4月1日 - 筑波郡三島村立三島小学校に改称。
- 1954年7月1日 - 合併により、伊奈村立三島小学校に改称。
- 1955年9月30日 - 校舎新築、当日を創立記念日として制定。
- 1961年10月1日 - 校歌制定。
- 1971年7月1日 - プール竣工。
- 1979年4月28日 - 新校舎完成。
- 1980年2月13日 - 体育館完成。
- 1982年7月26日 - プール竣工。
- 1985年4月1日 - 町制施行により、伊奈町立三島小学校に改称。
- 1993年12月14日 - ランチルーム完成。
- 2006年3月27日 - 合併により、つくばみらい市立三島小学校に改称。
- 2020年3月31日 - 市立谷井田小学校と統合し、閉校。130年余りの歴史に幕を閉じた。

## 学区
つくばみらい市のうち、下島、伊丹、中島、上島、神住新田、山王新田、福原、戸崎、戸茂、南太田（久保行政区）、伊丹（根柄行政区）が学区となっていた。
当小学校を卒業し、市立中学校に進学する場合は進学先は、戸崎、戸茂、南太田（久保行政区）、伊丹（根柄行政区）が伊奈東中学校となり、これ以外の地区が伊奈中学校となっていた。 

## 学校用地活用
2020年9月に市立わかくさ幼稚園が老朽化の為、一時的に移転して建て替え工事をする予定。その後の活用は未定。

## 交通
- JR常磐線取手駅より
  - 路線バス（関東鉄道）、｢大橋｣下車徒歩15分。
- 首都圏新都市鉄道つくばエクスプレスみらい平駅より
  - つくばみらい市コミュニティバス｢みらい号｣南ルート｢三島小学校入口｣下車前。